# Père-Lachaise (zespół muzyczny)
Père-Lachaise – polski post-punkowy zespół muzyczny z Gniezna, łączący w swojej twórczości elementy rapu, zimnej fali i cold wave. Powstał w 2022 roku, zdobywając uznanie dzięki energetycznym występom i zaangażowanym tekstom. Ich muzyka porusza tematy społeczne, polityczne i egzystencjalne, rezonując z młodszą publicznością, określany jako: prawdziwy fenomen na polskiej scenie muzycznej. Nazwa zespołu nawiązuje do słynnego paryskiego cmentarza Père-Lachaise.

## Styl muzyczny
Père-Lachaise łączy brzmienie post-punku z elementami rapu i zimnej fali. Ich utwory często poruszają tematy społeczne i polityczne, wyrażając sprzeciw wobec aktualnej rzeczywistości. Charakterystyczne są dla nich mocne, emocjonalne teksty oraz energetyczne występy na żywo. Singiel zespołu pt.: "Inna Polska" znalazł się na Liście Przebojów Trójki. 

## Dyskografia
- Wszystko wokół wreszcie płonie - debiutancki album wydany w listopadzie 2024 roku, zawiera utwory łączące post-punk z elementami rapu i zimnej fali[8], oceniany jako jeden z najwyrazistszych debiutów 2024 roku[9].
- Singiel:
- Nie krzycz, nie płacz[10]
- Inna Polska – premiera 6 sierpnia 2025[11] „Inna Polska” to nie tylko piosenka – to manifest pokoleniowego niepokoju, który uderza w słuchacza z siłą emocjonalnego tsunami (Radio Asymetria)[12].

## Recepcja twórczości
W opinii Radio Afera „Inna Polska” to głos niezgody wobec kryzysu relacji, drogich mieszkań, zmian klimatycznych, przebodźcowania i epidemii depresji. To utwór dla tych, którzy czują, że nie pasują do obecnego systemu – i nie chcą się z nim godzić. Zdaniem Interia: Zespół Pere-Lachaise łączy rap z zimną falą. Opowiadają o tym, co widzą. Prowadzą swego rodzaju pamiętnik rzeczywistości pokolenia kryzysu relacji, drogich mieszkań, kryzysu klimatycznego, przebodźcowania i epidemii depresji.. 
Akademickie Radio Luz: Opowiadana historia może być dla każdego innym przeżyciem, jednak spotkanie z taką płytą zawsze staje się osobiste i intymne. W połączeniu z rapową ekspresją i punkową ekspozycją ta mieszanka czyni ich przekaz niezwykle aktualnym i poruszającym.

## Nagrody i wyróżnienia
- Nagroda im. Mikołaja Matyski 2024 (I miejsce w Ogólnopolskim Konkursie Zespołów Rockowych im. M. Matyski, perkusisty Abraxas)[17][18][19]
- Główna nagroda Gostyńskie Rockowania Festival 2025[20][21].
- Festiwal w Jarocinie 2025 - wyróżnienie[22].